# Kasper Roug
Kasper Roug (født 6. juni 1979 i Nakskov) er en dansk skolelærer, cand.scient.soc. og politiker. Siden folketingsvalget 2019 har han været socialdemokratisk folketingsmedlem for Sjællands Storkreds, opstillet i Lollandkredsen.

## Uddannelse og arbejde
Kasper Roug er født i Nakskov og blev student fra Nakskov Gymnasium i 1999. Han tjente i militæret 1999-2001, hvor han var i Livgarden og efterfølgende udsendt som soldat til Kosovo. 2001-2005 uddannede han sig til skolelærer på Vordingborg Seminarium. Han har siden været lektor på VUC Storstrøm fra 2006 til 2015 og uddannelsesleder ved bioanalytikeruddannelsen på Professionshøjskolen Absalon 2016-2018.

## Politisk karriere
Kasper Roug har været medlem af DSU siden 1997 og været kredsbestyrelsesmedlem i Brønshøjkredsen fra 2008-2012 for socialdemokraterne. Han har siden 2012 været folketingskandidat for Lollandkredsen.
Han opnåede ved folketingsvalget 2015 4.257 personlige stemmer og var midlertidigt medlem af Folketinget som stedfortræder for Astrid Krag 3. november 2015 – 3. juni 2016 og som stedfortræder for Rasmus Horn Langhoff 12. marts 2018 – 31. maj 2018. Ved folketingsvalget i 2019 blev han valgt til Folketinget som ordinært medlem. Siden 2023 har han været formand for Folketingets Udvalg for Småøer.

### Lokalpolitik
Roug blev ved kommunalvalget 2017 indvalgt i Lolland Kommunes kommunalbestyrelse, hvor han fra 2018 blev 2. viceborgmester og formand for Børne- og Skoleudvalget.

## Privatliv
Roug bor i Maribo med sin kæreste Rikke og deres to børn.